# Maylandia flavifemina
Espèce
Maylandia flavifemina est une espèce de poissons d'eau douce de la famille des Cichlidae endémique du lac Malawi en Afrique. Ce cichlidé fait partie des espèces dites « Mbuna » (ou « M'buna ») ou « poissons brouteurs d'algues du lac Malawi ».

## Répartition
Ce poisson est endémique du lac Malawi mais uniquement sur le territoire du Malawi,.

## Description
Maylandia flavifemina peut mesurer jusqu'à 85 mm, queue non comprise.

## Aquariophilie

### Variétés géographiques
Liste non exhaustive (voir aussi carte des localités de pêche) :
- Maylandia sp. "black dorsal" "Chidunga Rocks"[4]
- Maylandia sp. "black dorsal" "Maleri Island"[4]
- Maylandia sp. "black dorsal heteropictus" "Thumbi West Island"[4]

### Reproduction
Cette espèce est incubatrice buccale maternelle, les femelles gardent les œufs, larves et tout jeunes alevins environ trois semaines, protégés dans leur gueule (sans manger ou en filtrant très légèrement les micro-détritus). Les mâles peuvent se montrer très insistants dès les premières maturités sexuelles des femelles, il est préférable de maintenir cette espèce en groupes de plusieurs individus (au moins en « trio » : un mâle pour deux femelles), de manière à diviser l'agressivité d'un mâle dominant sur plusieurs individus.

### Croisement, hybridation, sélection
Il est impératif de maintenir cette espèce et le genre Maylandia seul ou en compagnie d'autres espèces, d'autres genres, mais de provenance similaire (lac Malawi), afin d'éviter toute facilité de croisement. Le commerce aquariophile a également vu apparaitre un grand nombre de spécimens provenant d'Asie notamment et aux couleurs variées ou albinos, dues à la sélection, à l'hybridation ou autres procédés.

## Classification
Le nom valide complet (avec auteur) de ce taxon est Maylandia flavifemina (Konings & Stauffer, 2006).
L'espèce a été initialement classée dans le genre Metriaclima sous le protonyme Metriaclima flavifemina Konings & Stauffer, 2006,.
Maylandia flavifemina a pour synonyme :
- Metriaclima flavifemina Konings & Stauffer, 2006

### Étymologie
Son épithète spécifique, composée du latin flavi, « jaune », et femina, « femelle », fait référence à la couleur jaune des femelles (les mâles étant bleus).

### Publication originale
- (en) Adrianus F. Konings et Jay R. Stauffer, Jr., « Revised diagnosis of Metriaclima (Teleostei: Cichlidae) with description of a new species from Lake Malawi National Park, Africa », Ichthyological Exploration of Freshwaters, Verlag Dr. Friedrich Pfeil (d), vol. 17, no 3,‎ 1er septembre 2006, p. 233-246 (ISSN 0936-9902, lire en ligne).